# منوچهر یکم
منوچهر یکم در سده دوم میلادی شاه پارس، یک دولت خراجگزار شاهنشاهی اشکانی، بود.